# Blow My Fuse
Blow My Fuse é o 4º álbum de estúdio da banda de hard rock Kix. Foi lançado em 1988 pelo selo Atlantic. Ganhou o disco de platina nos Estados Unidos.
A canção de maior sucesso do álbum foi "Don't Close Your Eyes", que alcançou a posição #11 na Billboard Hot 100.

## Recepção e crítica
| Críticas profissionais | Críticas profissionais |
| Avaliações da crítica  | Avaliações da crítica  |
| Fonte                  | Avaliação              |
| ---------------------- | ---------------------- |
| allmusic               | [ 1 ]                  |

A revista eletrônica Loudwire criou a lista dos 10 melhores álbuns de hard rock de 1988 e colocou o álbum no 7º lugar.

## Faixas
1. "Red Lite, Green Lite, TNT" (Donnie Purnell, Jon Reede, Marc Tanner, Steve Whiteman) – 3:54
2. "Get It While It's Hot" (Philip Brown, Purnell, John Palumbo) – 4:24
3. "No Ring Around Rosie" (Purnell, Taylor Rhodes) – 4:34
4. "Don't Close Your Eyes" (Bob Halligan, Jr., Palumbo, Purnell) – 4:15
5. "She Dropped Me the Bomb" (Palumbo, Purnell) – 3:46
6. "Cold Blood" (Purnell, Rhodes) – 4:16
7. "Piece of the Pie" (Purnell, Reede, Tanner, Whiteman) – 3:55
8. "Boomerang" (Purnell) – 3:44
9. "Blow My Fuse"(Purnell) – 4:00
10. "Dirty Boys" (Palumbo, Purnell) – 3:42

## Tabelas
| Tabela musical (1989)                | Melhor posição |
| ------------------------------------ | -------------- |
| Estados Unidos (Billboard 200)       | 46             |
| Estados Unidos (Cashbox Heavy Metal) | 17             |
| Estados Unidos (R&R AOR Albums)      | 16             |

## Certificações
| Estados Unidos (RIAA)                     | Platina | 28 de agosto de 2000 | 1.000.000* |
| *número de vendas baseado na certificação |         |                      |            |